# 't Wapen van Haarzuylen
 't Wapen van Haarzuylen is een rijksmonumentaal bouwwerk in het Nederlandse dorp Haarzuilens.
Eind 19e eeuw is met de bouw van Kasteel de Haar het oorspronkelijke dorp Haarzuilens verplaatst. De nieuwe opzet voor het dorp kwam rond een brink. Ter vervanging van een oude boerderij die als herberg en raadhuis fungeerde maar met de kasteelaanleg ook werd afgebroken, verrees rond 1898 dit bouwwerk aan de brink. Het is in eclectische stijl ontworpen met elementen van de neorenaissance en chaletstijl door J. van Straaten en J. Cuypers.